# Anja Monke
Anja Monke (* 28. Mai 1977 in Herford) ist eine deutsche Profigolferin.
Von 2004 bis 2008 spielte sie auf der Ladies European Tour (LET). Sie schaffte über die Qualifying School 2008 den Sprung auf die amerikanische Profitour LPGA und spielt dort seit 2009.
2003 gewann sie die Internationalen Amateurmeisterschaften der Schweiz und die von Italien und wurde zur deutschen Amateurgolferin des Jahres gewählt. Mit einem Handicap von +3 wechselte sie im Herbst 2003 ins Profilager. Im September 2008 gewann sie mit der Vediorbis Open de France ihr erstes Profiturnier, es folgte der Sieg beim Dubai Ladies Masters.

## Größte Erfolge
| Jahr | Turnier                                       | Platzierung | Ergebnis | Zu Par | Preisgeld |
| ---- | --------------------------------------------- | ----------- | -------- | ------ | --------- |
| 2004 | Ladies Open of Portugal                       | 7           | 214      | −2     | 8.250 €   |
| 2004 | Arras Open de France Dames                    | 5           | 286      | −2     | 9.102 €   |
| 2004 | Ladies English Open                           | 5           | 205      | −11    | 6.929 €   |
| 2004 | Catalonia Ladies Masters                      | 4           | 200      | −7     | 9.000 €   |
| 2005 | Arras Open de France                          | 8           | 283      | −5     | 6.435 €   |
| 2005 | Algarve Ladies Open Portugal                  | 5           | 215      | −1     | 9.930 €   |
| 2005 | Weetabix Women’s British Open                 | 28          | 286      | −2     | 9.238 €   |
| 2006 | Vediorbis Open de France                      | 5           | 287      | −1     | 11.536 €  |
| 2006 | KLM Ladies Open                               | 2           | 205      | −11    | 16.747 €  |
| 2006 | OTP Bank Ladies Central European Open Hungary | 2           | 203      | −10    | 16.747 €  |
| 2008 | Vediorbis Open de France                      | 1           | 278      | −10    | 52.500 €  |
| 2008 | Dubai Ladies Masters                          | 1           | 275      | −13    | 75.000 €  |
| 2010 | Lalla Meryem Cup                              | 1           | 208      | −8     | 41.250 €  |

## Weltrangliste
Platzierung am 27. April 2009: 128